# Wolseley (Saskatchewan)
Wolseley es un pueblo canadiense situado en la provincia de Saskatchewan.

## Superficie
Wolseley tiene una superficie de 5,84 km².

## Demografía
En 2021, tenía 852 habitantes, una densidad poblacional de 146 hab./km², y 392 viviendas.